# E80 (trasa europejska)
E80 – trasa europejska bezpośrednia wschód-zachód. Znajduje się w południowej części Europy oraz zachodniej Azji, łącząc Lizbonę z Rzymem, Sofią, Stambułem oraz granicą irańsko-turecką.
Na obszarze Turcji ma wspólny przebieg z trasą azjatycką AH1.

## Przebieg E80
- Portugalia
  - autostrada A1/droga IP1: Lizbona – Coimbra – Aveiro
  - droga IP5: Aveiro – Viseu – Guarda
  - autostrada A25/droga IP5: Guarda – Vilar Formoso
- Hiszpania
  - Fuentes de Oñoro – Ciudad Rodrigo
  - droga ekspresowa A-62: Ciudad Rodrigo – Salamanka – Tordesillas
  - droga A-6/A-62: Tordesillas – Valladolid – Buniel
  - A-62/BU-30: Buniel – Burgos
  - droga N-I: Burgos – Miranda de Ebro – San Sebastián – Irun
- Francja
  - autostrada A63: Hendaye – Biarritz – Saint-Pierre-d’Irube
  - autostrada A64: Saint-Pierre-d’Irube – Pau – Tuluza
  - autostrada A61: Tuluza – Narbonne
  - autostrada A9: Narbonne – Montpellier – Nîmes – Arles
  - droga krajowa N113: Arles – Saint-Martin-de-Crau
  - autostrada A54: Saint-Martin-de-Crau – Salon-de-Provence
  - autostrada A7: Salon-de-Provence – Coudoux
  - autostrada A8: Coudoux – Aix-en-Provence – Cannes – Nicea – Mentona
- Włochy
  - autostrada A10: granica z Francją – Ventimiglia – Savona – Voltri – Genua
  - autostrada A12: Genua – La Spezia – Migliarino – Piza – Livorno
  - droga krajowa SS1: Livorno – Grosseto – Civitavecchia
  - autostrada A12: Civitavecchia – Ponte Galeria
  - Ponte Galeria – Rzym
  - autostrada A24: Rzym – Teramo
  - autostrada A25: Teramo – Pescara
- przeprawa promowa przez Morze Adriatyckie
- Chorwacja – 34 km 
  - droga krajowa nr D8 przez Dubrownik do przejścia granicznego Pločice – Igalo (na odcinku Dubrownik – Priština biegnie razem z E65)
- Czarnogóra – 332 km 
  - droga nr 2 przez Podgoricę (skrzyżowanie z E762) i Berane do przejścia granicznego Bać - Špiljani
- Serbia – Priština – przejście graniczne Caribrod – Kalotina
- Bułgaria – 373 km 
  - droga krajowa nr 8 do Sofii (skrzyżowanie z E79 i E871),
  - droga krajowa nr 18 (obwodnica Sofii),
  - autostrada nr 1 do wsi Kalekowec (8 km na północ od Płowdiwu),
  - droga krajowa nr 8 przez Płowdiw i Charmanli do przejścia granicznego Kapitan Andreewo - Kapikule (odcinek Charmanli - Edirne wspólny z E85)
- Turcja - 1724 km 
  - droga krajowa nr 100 do Edirne,
  - autostrada O3 przez Havsa, Babaeski, do Lüleburgaz i Silivri do Stambułu (odcinek Havsa - Babaeski wspólny z E87),
  - autostrada O4 przez Izmit do Gerede (skrzyżowanie z E89),
  - droga krajowa nr 100 przez Amasya, Refahiye (skrzyżowanie z E88), Erzurum i Dogubayazit (skrzyżowanie z E99) do przejścia granicznego Görbulak - Bāzargān na granicy z Iranem